# John Keble
John Keble (Fairford, 25 aprile 1792 – Bournemouth, 29 marzo 1866) è stato un teologo, poeta e religioso inglese.

## Biografia

### Infanzia e studi
John Keble nacque a Fairford, nel Gloucestershire, dove suo padre, il reverendo John Keble, era vicario di Coln St. Aldwyns. Frequentò il Corpus Christi College di Oxford e, dopo un brillante rendimento accademico (si laureò sia in matematica che in lettere classiche poco prima dei vent'anni), divenne, nel 1811, fellow dell'Oriel College della stessa università. Fu per alcuni anni un tutor e un esaminatore nell'università. Mentre era ancora ad Oxford, Keble divenne diacono nel 1815, e fu poi consacrato prete dal vescovo di Oxford, Dr.Jackson (1816). Nel 1823, per aiutare l'anziano padre nella cura della sua parrocchia, abbandonò la fellowship di Oriel, per trasferirsi nella natia Fairford. Più volte Keble fu sollecitato ad occupare nuove parrocchie, ma il desiderio di rimanere vicino all'anziano padre lo indusse a restare nelle terre natie.

### La pubblicazione delThe Christian Year(1827)
Nel frattempo, Keble stava scrivendo una raccolta di poesie, il The Christian Year (L'Anno Cristiano), pubblicato nel 1827 e che incontrò un ineguagliabile successo di pubblico. Benché inizialmente anonimo, la sua paternità divenne presto conosciuta con il risultato che Keble fu, nel 1831, eletto alla Cattedra di Poesia ad Oxford, carica che tenne fino al 1841. Lo studioso vittoriano Michael Wheeler definisce il The Christian Year semplicemente "la più popolare raccolta di versi del XIX secolo". Nel suo saggio sull'estetica trattariana e la tradizione romantica, Gregory Goodwin afferma che il The Christian Year è "il più grande contributo di Keble al Movimento di Oxford e alla letteratura inglese". Se furono stampate ben 95 edizioni di quest'opera devozionale durante la vita di Keble, alla fine dell'anno seguente la sua morte, il numero di edizioni era cresciuto a ben 109. Dall'anno in cui si estinse il copyright (1873), oltre 375 000 copie furono vendute in Gran Bretagna e 158 edizioni erano state pubblicate. La popolarità del The Christian Year di Keble scemò nel XX secolo, nonostante la familiarità di alcuni noti inni come New every morning is the love, e l'apprezzamento iniziale del pubblico.

### IlSermon on the National Apostasye il Movimento di Oxford
Il 14 luglio del 1833, il suo famoso Sermone delle Assise sull'Apostasia Nazionale diede il primo impulso al Movimento di Oxford, anche conosciuto come Movimento Trattariano per la pubblicazione di alcuni opuscoli, definiti Tracts, in cui gli appartenenti trattavano questioni riguardanti la dottrina cristiana. Acerrimo avversario dell'erastianesimo favorito dai liberali (i noetics oxfordiani) e vicino, per sensibilità, agli esponenti della frangia conservatrice dell'anglicanesimo (la High Church), Keble scrisse 9 Tracts. Insieme ai suoi colleghi, compresi John Henry Newman, il discepolo Richard Hurrell Froude ed Edward Bouverie Pusey, Keble divenne una guida luminosa nel movimento, ma non aveva la stoffa del leader, che fu ben presto presa da Newman prima e, dopo la sua conversione al cattolicesimo, da Pusey. Nonostante fosse vicino, per sensibilità liturgica, al cattolicesimo, Keble non seguì Newman nella Chiesa Cattolica, quando questi si convertì il 9 ottobre del 1845. 

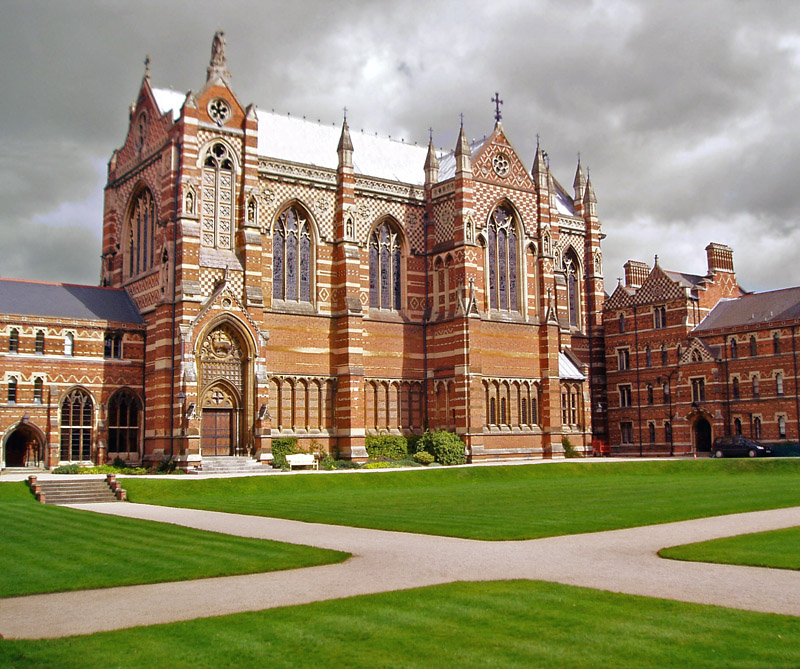
Il Keble College, Oxford

### Parroco di Hursley
Nel 1835, lo stesso anno della morte del padre, si sposò con Charlotte Clarke. Nel 1836 fu nominato parroco di Hursley, nell'Hampshire, dove si sistemò con la moglie e rimase per il resto della sua vita in qualità di parroco alla All Saints Church. Egli ebbe una profonda influenza sulla sua vicina di casa, la scrittrice Charlotte Mary Yonge e, tra gli anni '30 e '40, scrisse altre raccolte poetiche (The Psalter or Psalms of David, 1839; Lyra Innocentium, 1846).

### Vecchiaia e morte
Gli ultimi anni di vita furono rattristati da una serie di disgrazie familiari: la morte dell'ultima sorella superstite, Elizabeth, e il declino inesorabile della salute della moglie. Tutte queste difficili situazioni lo spinsero ad un tale stato di prostrazione, che ebbe un attacco apoplettico. Nel 1864 Keble, decise di recarsi lungo il litorale, sperando che il clima salubre del mare potesse giovare al suo precario stato di salute. Non fu così: Keble morì due anni dopo a Bournemouth, all'Hermitage Hotel. Fu sepolto nel cimitero di All Saints, a Hursley.

## La memoria

### A Oxford e nell'Anglicanesimo

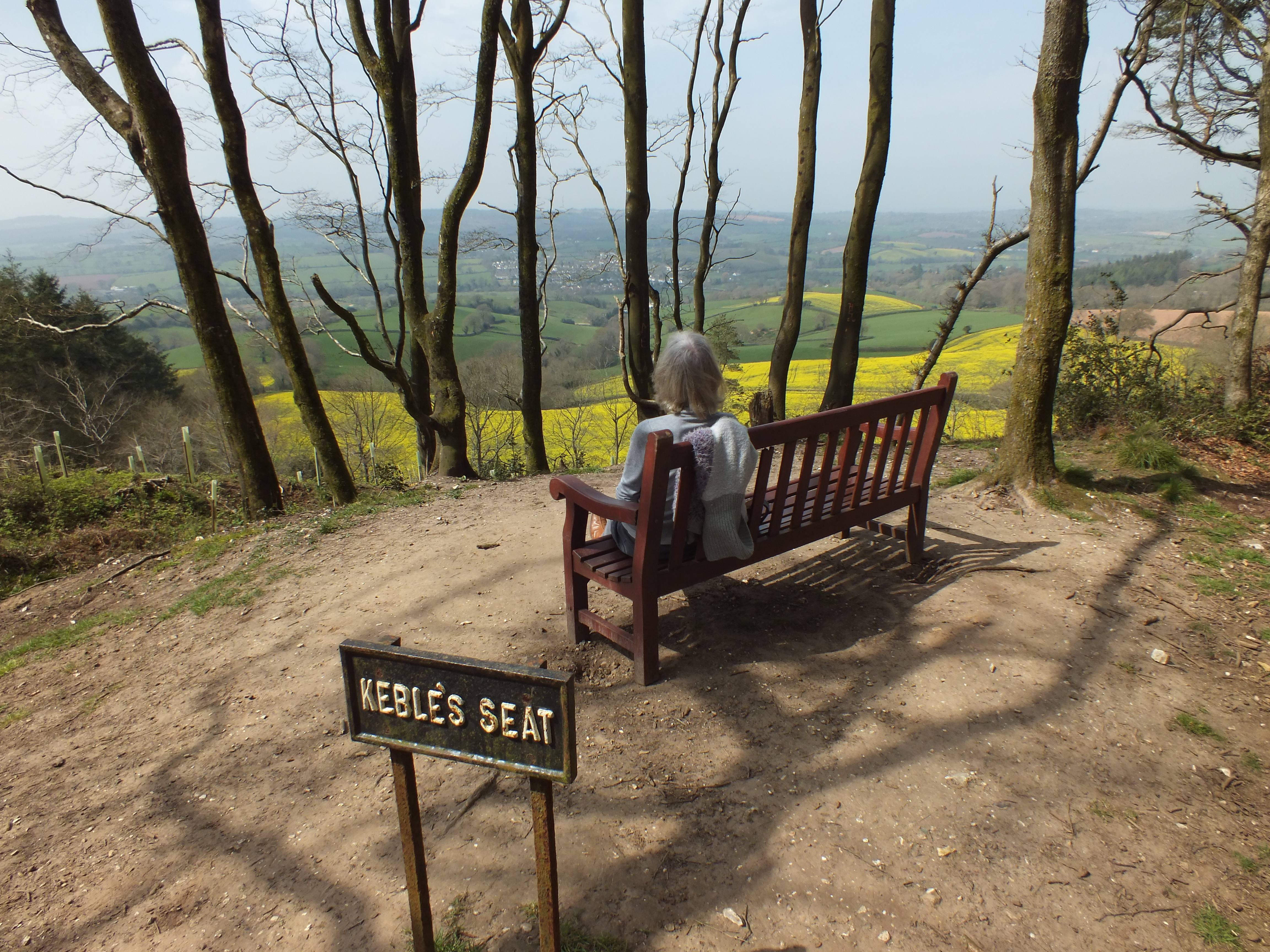
La Keble's Seat a Bulverton Hill, Sidmouth.

La figura di Keble è ancora fortemente sentita sia presso l'Università di Oxford, sia nella Chiesa Anglicana. A Oxford, nel 1870, fu fondato il Keble College , in memoria dell'insigne teologo, poeta e uomo di Chiesa. Inoltre Keble è venerato all'interno del calendario liturgico anglicano, esattamente il 14 luglio (l'anniversario del suo Sermone delle Assise), da parte della Chiesa d'Inghilterra; mentre una sua commemorazione è inserita, nella Comunione Anglicana, il 29 marzo (l'anniversarsio della sua morte).

### LaKeble's Seat
Si pensa che il panorama da Bulverton Hill, in Sidmouth, abbia ispirato John Keble nel comporre alcune delle sue poesie. La Keble's Seat a Bulverton Hill  è chiamata così in onore del religioso inglese, e domina un panorama straordinario della Lower Otter Valley and Dartmoor. Keble era un frequente visitatore di Sidmouth e la tradizione sostiene che il suo posto preferito fosse a Bulverton Hill, dove una panca di legno chiamata Keble's Seat esiste ancora oggi.

## Curiosità
- Il cantante Ritchie è suo trisnipote. [15]